# Sportverein Viktoria 01 Aschaffenburg 2008-2009
Questa voce raccoglie le informazioni riguardanti lo Sportverein Viktoria 01 Aschaffenburg nelle competizioni ufficiali della stagione 2008-2009.

## Stagione
Nella stagione 2008-2009 il Viktoria Aschaffenburg, allenato da Ronny Borchers, concluse il campionato di Regionalliga sud al 13º posto. A fine stagione il Viktoria Aschaffenburg si ritirò dal campionato.

## Rosa
| N. |                     | Ruolo | Calciatore         |
| -- | ------------------- | ----- | ------------------ |
| 1  | Germania (bandiera) | P     | Sven Schmitt       |
| 2  | Germania (bandiera) | D     | Benjamin Bertholdt |
| 3  | Germania (bandiera) | D     | Markus Brüdigam    |
| 4  | Germania (bandiera) | D     | André Laurito      |
| 5  | Germania (bandiera) | D     | Sascha Herröder    |
| 6  | Giappone (bandiera) | C     | Ken Asaeda         |
| 7  | Germania (bandiera) | C     | Martin Wagner      |
| 8  | Germania (bandiera) | D     | Markus Wosiek      |
| 8  | Germania (bandiera) | C     | Sebastian Feyh     |
| 9  | Germania (bandiera) | A     | Adrian Gurzynski   |
| 10 | Germania (bandiera) | C     | Andreas Anicic     |
| 10 | Italia (bandiera)   | A     | Giulio Fiordellisi |
| 11 | Italia (bandiera)   | A     | Domenico di Rosa   |
| 12 | Nigeria (bandiera)  | A     | Isaac Ojigwe       |
| 13 | Germania (bandiera) | C     | Markus Horr        |

| N. |                     | Ruolo | Calciatore        |
| -- | ------------------- | ----- | ----------------- |
| 14 | Germania (bandiera) | D     | Alexander Waimert |
| 17 | Francia (bandiera)  | C     | Damien Letellier  |
| 18 | Germania (bandiera) | A     | Nima Latifihavas  |
| 19 | Germania (bandiera) | D     | Marcello Asta     |
| 20 | Germania (bandiera) | D     | Markus Gaubatz    |
| 21 | Germania (bandiera) | D     | Frank Schröer     |
| 22 | Germania (bandiera) | P     | Patrick Emmel     |
| 23 | Germania (bandiera) | C     | Alexander Grod    |
| 24 | Germania (bandiera) | A     | Ugur Öner         |
| 26 | Germania (bandiera) | P     | Ricardo Döbert    |
|    | Germania (bandiera) | P     | Markus Kolke      |
|    | Germania (bandiera) | D     | Marco Roth        |
|    | Germania (bandiera) | C     | Franz Manus       |
|    | Germania (bandiera) | C     | Lucas Oppermann   |
|    | Marocco (bandiera)  | A     | Khalid El Hirech  |

## Organigramma societario
Area tecnica
- Allenatore: Ronny Borchers
- Allenatore in seconda: Marco Roth
- Preparatore dei portieri:
- Preparatori atletici:
- Analisi video:

## Calciomercato

### Sessione estiva
| Acquisti | Acquisti         | Acquisti                 | Acquisti |
| R.       | Nome             | da                       | Modalità |
| -------- | ---------------- | ------------------------ | -------- |
| C        | Andreas Anicic   | Bayern Alzenau           |          |
| C        | Ken Asaeda       | Fortuna Düsseldorf       |          |
| C        | Sebastian Feyh   | Bayern Alzenau           |          |
| D        | Markus Gaubatz   | FSV Francoforte          |          |
| A        | Adrian Gurzynski | Schalke 04 II            |          |
| C        | Markus Horr      | Eintracht Francoforte II |          |
| A        | Nima Latifihavas | Baunatal                 |          |
| D        | André Laurito    | FSV Francoforte          |          |
| A        | Isaac Ojigwe     | Hannover 96 II           |          |
| P        | Sven Schmitt     | TSG Wörsdorf             |          |

| Cessioni | Cessioni           | Cessioni                 | Cessioni |
| R.       | Nome               | a                        | Modalità |
| -------- | ------------------ | ------------------------ | -------- |
| D        | Mario Rhein        | Viktoria Urberach        |          |
| D        | Gabriel Akman      | Seligenstadt             |          |
| D        | Andreas Angersbach | Kickers Offenbach II     |          |
| A        | Gökhan Aydin       | Kickers Offenbach II     |          |
| C        | Aziz Azaouagh      | Vatan Spor Bad Homburg   |          |
| C        | Sebastian Popp     | Bayern Alzenau           |          |
| C        | Simon Pospischil   | Kickers Offenbach II     |          |
| C        | Vito Raimondi      | Rot-Weiss Francoforte    |          |
| D        | Steffen Schrod     | Hansa Rostock II         |          |
| P        | Elvir Smajlovic    | Bayern Alzenau           |          |
| D        | Daniel Vier        | Eintracht Francoforte II |          |

### Sessione invernale
| Acquisti | Acquisti        | Acquisti     | Acquisti |
| R.       | Nome            | da           | Modalità |
| -------- | --------------- | ------------ | -------- |
| D        | Sascha Herröder | Sonnenhof G. |          |

| Cessioni | Cessioni | Cessioni | Cessioni |
| R.       | Nome     | a        | Modalità |
| -------- | -------- | -------- | -------- |

## Risultati

### Regionalliga

#### Girone di andata
| Arbitro: | Schlott |

|                 |           |            |
| Horr 86’ (rig.) | Marcatori | 69’ Matter |

| Arbitro: | Gittelmann |

|            |           |                        |
| Mützel 81’ | Marcatori | 58’ di Rosa 61’ Anicic |

| Arbitro: | Biesemann |

|            |           |              |
| Wagner 30’ | Marcatori | 41’ Dressler |

| Arbitro: | Karle |

|            |           |                                    |
| Stindl 11’ | Marcatori | 6’ Feyh 39’ Ojigwe 73’ (rig.) Horr |

| Arbitro: | Stark |

|            |           |                                               |
| Anicic 18’ | Marcatori | 37’ Melunovic 42’ Ismaili 62’ (rig.) Herdling |

| Arbitro: | Kempter |

|           |           |  |
| Yalin 84’ | Marcatori |  |

| Arbitro: | Ostheimer |

|            |           |                     |
| Ojigwe 30’ | Marcatori | 34’ Teixeira-Rebelo |

| Arbitro: | Beitinger |

|             |           |  |
| Saccone 71’ | Marcatori |  |

| Aschaffenburg 25 ottobre 2008, ore 14:00 CEST 9ª giornata | Vikt. Aschaffenburg | 0 – 0 referto | Reutlingen | Stadion am Schönbusch (820 spett.)\| Arbitro: \| Bärmann \| |
| Arbitro:                                                  | Bärmann             |               |            |                                                             |

| Arbitro: | Zacher |

|              |           |             |
| Marchese 65’ | Marcatori | 76’ di Rosa |

| Arbitro: | Schüller |

|                |           |           |
| Ojigwe 1’, 75’ | Marcatori | 82’ Essig |

| Weismain 8 novembre 2008, ore 14:00 CET 12ª giornata | Eintracht Bamberga | 0 – 0 referto | Vikt. Aschaffenburg | Waldstadion Weismain (500 spett.)\| Arbitro: \| Schmidt \| |
| Arbitro:                                             | Schmidt            |               |                     |                                                            |

| Arbitro: | Schlutius |

|            |           |            |
| di Rosa 9’ | Marcatori | 89’ Leicht |

| Arbitro: | Kempter |

|                                            |           |  |
| Kučuković 23’ Schick 50’ (rig.) Kaiser 79’ | Marcatori |  |

| Arbitro: | Kinhöfer |

|          |           |             |
| Feyh 30’ | Marcatori | 38’ Soriano |

| Arbitro: | Bartsch |

|  |           |          |
|  | Marcatori | 75’ Lenz |

| Arbitro: | Achmüller |

|                            |           |                    |
| Ziegenbein 48’ Schmeer 84’ | Marcatori | 73’ (aut.) Schmick |

#### Girone di ritorno
| Arbitro: | Alt |

|                 |           |                                 |
| Waslikowski 20’ | Marcatori | 49’ Horr 61’ Ojigwe 89’ di Rosa |

| Arbitro: | Schaal |

|            |           |                                           |
| Ojigwe 61’ | Marcatori | 27’ Latanskij 61’ Plonner 90’ Schmidbauer |

| Arbitro: | Lämmchen |

|         |           |            |
| Prib 8’ | Marcatori | 5’ di Rosa |

| Arbitro: | Siewer |

|                        |           |                     |
| Anicic 36’ di Rosa 38’ | Marcatori | 34’ (rig.) Schröder |

| Arbitro: | Metzen |

|             |           |             |
| Schwall 37’ | Marcatori | 84’ di Rosa |

| Arbitro: | Sinn |

|            |           |                             |
| Wagner 81’ | Marcatori | 13’ Fuchs 32’, 64’ Stiefler |

| Arbitro: | Walz |

|          |           |  |
| Hess 57’ | Marcatori |  |

| Arbitro: | Reichel |

|                             |           |               |
| Latifihavas 10’ Gaubatz 72’ | Marcatori | 88’ Muzliukaj |

| Arbitro: | Beitinger |

|                           |           |                             |
| Lapaczinski 28’ Haben 32’ | Marcatori | 17’ (rig.) Horr 73’ di Rosa |

| Aschaffenburg 25 aprile 2009, ore 14:00 CEST 27ª giornata | Vikt. Aschaffenburg | 0 – 0 referto | Ulma | Stadion am Schönbusch (720 spett.)\| Arbitro: \| Färber \| |
| Arbitro:                                                  | Färber              |               |      |                                                            |

| Arbitro: | Drees |

|                                        |           |            |
| Heidenfelder 45’ Jarosch 49’ Spann 70’ | Marcatori | 69’ Anicic |

| Arbitro: | Albert |

|                 |           |  |
| Anicic 49’, 62’ | Marcatori |  |

| Arbitro: | Bärmann |

|            |           |                                            |
| Leicht 39’ | Marcatori | 24’, 80’ Hirech 26’ Latifihavas 77’ Anicic |

| Arbitro: | Waldkirch |

|  |           |                     |
|  | Marcatori | 15’ Stahl 32’ Manga |

| Arbitro: | Dietz |

|                         |           |          |
| Soriano 11’, 81’ (rig.) | Marcatori | 48’ Horr |

| Arbitro: | Steuer |

|                                           |           |  |
| Bauer 8’ Wölk 23’ Gundelach 50’ Gaede 55’ | Marcatori |  |

| Arbitro: | Stieler |

|                    |           |  |
| Oppermann 19’, 34’ | Marcatori |  |

## Statistiche

### Statistiche di squadra
| Competizione     | Punti | In casa | In casa | In casa | In casa | In casa | In casa | In trasferta | In trasferta | In trasferta | In trasferta | In trasferta | In trasferta | Totale | Totale | Totale | Totale | Totale | Totale | DR |
| Competizione     | Punti | G       | V       | N       | P       | Gf      | Gs      | G            | V            | N            | P            | Gf           | Gs           | G      | V      | N      | P      | Gf     | Gs     | DR |
| ---------------- | ----- | ------- | ------- | ------- | ------- | ------- | ------- | ------------ | ------------ | ------------ | ------------ | ------------ | ------------ | ------ | ------ | ------ | ------ | ------ | ------ | -- |
| Regionalliga sud | 39    | 17      | 5       | 7       | 5       | 18      | 20      | 17           | 4            | 5            | 8            | 20           | 26           | 34     | 9      | 12     | 13     | 38     | 46     | -8 |
| Totale           | 39    | 17      | 5       | 7       | 5       | 18      | 20      | 17           | 4            | 5            | 8            | 20           | 26           | 34     | 9      | 12     | 13     | 38     | 46     | -8 |

### Andamento in campionato
| Giornata  | 1  | 2 | 3 | 4 | 5 | 6  | 7 | 8  | 9  | 10 | 11 | 12 | 13 | 14 | 15 | 16 | 17 | 18 | 19 | 20 | 21 | 22 | 23 | 24 | 25 | 26 | 27 | 28 | 29 | 30 | 31 | 32 | 33 | 34 |
| --------- | -- | - | - | - | - | -- | - | -- | -- | -- | -- | -- | -- | -- | -- | -- | -- | -- | -- | -- | -- | -- | -- | -- | -- | -- | -- | -- | -- | -- | -- | -- | -- | -- |
| Luogo     | C  | T | C | T | C | T  | C | T  | C  | T  | C  | T  | C  | T  | C  | C  | T  | T  | C  | T  | C  | T  | C  | T  | C  | T  | C  | T  | C  | T  | C  | T  | T  | C  |
| Risultato | N  | V | N | V | P | P  | N | P  | N  | N  | V  | N  | N  | P  | N  | P  | P  | V  | P  | N  | V  | N  | P  | P  | V  | N  | N  | P  | V  | V  | P  | P  | P  | V  |
| Posizione | 10 | 5 | 5 | 4 | 8 | 11 | 9 | 11 | 12 | 11 | 10 | 9  | 9  | 12 | 13 | 13 | 14 | 14 | 14 | 14 | 13 | 13 | 13 | 13 | 13 | 12 | 12 | 13 | 12 | 12 | 12 | 13 | 14 | 13 |

Legenda:

Luogo: C = Casa; T = Trasferta. Risultato: V = Vittoria; N = Pareggio; P = Sconfitta.

### Statistiche dei giocatori
| A. Anicic      | 29 | 7 | 3  | 0 |
| K. Asaeda      | 28 | 0 | 12 | 2 |
| M. Asta        | 3  | 0 | 0  | 0 |
| B. Bertholdt   | 13 | 0 | 1  | 0 |
| M. Brüdigam    | 33 | 0 | 8  | 0 |
| R. Döbert      | 0  | 0 | 0  | 0 |
| P. Emmel       | 8  | 0 | 0  | 0 |
| S. Feyh        | 21 | 2 | 6  | 0 |
| G. Fiordellisi | 0  | 0 | 0  | 0 |
| M. Gaubatz     | 28 | 1 | 6  | 0 |
| A. Grod        | 4  | 0 | 0  | 0 |
| A. Gurzynski   | 7  | 0 | 0  | 0 |
| S. Herröder    | 8  | 0 | 1  | 0 |
| K. Hirech      | 9  | 2 | 0  | 0 |
| M. Horr        | 32 | 5 | 8  | 0 |
| M. Kolke       | 1  | 0 | 0  | 0 |
| N. Latifihavas | 13 | 2 | 0  | 0 |
| A. Laurito     | 28 | 0 | 2  | 1 |
| D. Letellier   | 25 | 0 | 3  | 0 |
| F. Manus       | 1  | 0 | 0  | 0 |
| I. Ojigwe      | 19 | 6 | 0  | 1 |
| L. Oppermann   | 13 | 2 | 0  | 1 |
| M. Roth        | 1  | 0 | 0  | 0 |
| S. Schmitt     | 28 | 0 | 1  | 1 |
| F. Schröer     | 26 | 0 | 6  | 0 |
| M. Wagner      | 30 | 2 | 2  | 0 |
| A. Waimert     | 0  | 0 | 0  | 0 |
| M. Wosiek      | 18 | 0 | 0  | 0 |
| D. di Rosa     | 28 | 8 | 6  | 1 |
| U. Öner        | 1  | 0 | 0  | 0 |